# Carlos Vittori
Carlos Vittori (Buenos Aires, 10 de diciembre de 1958) es un cantante lírico argentino de registro tenor. En su carrera resalta la representación de los principales papeles protagónicos de los musicales Los Miserables y El fantasma de la ópera. También actuó en óperas como Tosca, La bohème y La Traviata, entre otras. 
Carlos Vittori ganó el Premio El Heraldo de 2002, por "Mejor actor protagónico de teatro" y el Premio de la Asociación de Cronistas y Periodistas Teatrales (ACPT) de 2003 por "Mejor labor masculina", ambos galardones por su participación en el musical Los Miserables, en México D. F.

## Carrera
Musicales
| Año       | Obra                    | Personaje            | Teatro                 | Ciudad        |
| --------- | ----------------------- | -------------------- | ---------------------- | ------------- |
| 2000      | Los miserables          | Jean Valjean         | Teatro Ópera           | Buenos Aires  |
| 2002-2003 | Los miserables          | Jean Valjean         | Centro Cultural Telmex | México, D. F. |
| 2004      | West Side Story         | Tony                 | Teatro Maipo           | Buenos Aires  |
| 2009      | El fantasma de la ópera | Fantasma de la ópera | Teatro Ópera           | Buenos Aires  |